# Valther Jensen
Valther Jensen (Valther Valdemar Jensen, * 1. März 1888 in Kopenhagen; † 15. März 1982 in Ordrup Sogn, Gentofte Kommune) war ein dänischer Diskuswerfer und Kugelstoßer.
Bei den Olympischen Spielen 1920 in Antwerpen wurde er Siebter im Diskuswurf.
Von 1927 bis 1929 wurde er dreimal in Folge Dänischer Meister im Diskuswurf. Im beidarmigen Diskuswurf holte er von 1917 bis 1922 sechsmal in Folge und im beidarmigen Kugelstoßen 1916 den nationalen Titel. Dreimal stellte er einen nationalen Rekord im Diskuswurf auf, zuletzt mit 42,09  m am 22. Juli 1917 in Næstved.